# Obdobje Reiva
Obdobje Reiva (japonsko: 令和時代; prečrkovanje po Hepburnu: Reiwa džidai) je trenutno obdobje po japonskem uradnem koledarju. Pomen pismenk se lahko prevede kot »čudovita harmonija«. Začelo se je s 1. majem 2019, ko je Naruhito, najstarejši sin cesarja Akihita, nasledil prestol kot 126. cesar Japonske. Dan pred tem se je cesar Akihito odpovedal krizanteminemu prestolu, kar označuje konec obdobja Heisei.  
Obdobje od 1. maja 2019 do 31. aprila 2020 po japonskem štetju ustreza oznaki leta Reiva 1 (japonsko: 令和元年,Reiwa gannen, osnovno leto Reiva); prvo leto japonskega obdobja se imenuje gannen.

## Externals links
- Reiwa
- Reiwa flag